# Santiago García Aracil
Santiago García Aracil (Valencia, 8 de mayo de 1940-Valencia, 28 de diciembre de 2018) fue un sacerdote católico español que fue sucesivamente obispo titular de Creo y auxiliar de Valencia, obispo de Jaén y arzobispo de Mérida-Badajoz, diócesis de la que pasó a ser arzobispo emérito tras presentar su renuncia por motivos de edad en 2015.

## Biografía

### Primeros años
Realizó su formación teológica en el Seminario Metropolitano de Valencia. Ordenado sacerdote el 21 de septiembre de 1963. Licenciado en Teología por la Facultad de San Vicente Ferrer de Valencia. 

### Obispo y arzobispo
El 20 de noviembre de 1984 fue nombrado obispo Auxiliar de Valencia y elegido para la obispo titular de Creo, tomó posesión el 27 de diciembre de 1984. El 31 de mayo de 1988 fue nombrado obispo de Jaén, tomando posesión el 3 de julio de 1988. En 2004 fue nombrado arzobispo de Mérida-Badajoz, tomando posesión el 4 de septiembre de 2004. El 21 de mayo de 2015 fue aceptada su renuncia por motivos de edad. 
Falleció el 28 de diciembre de 2018 en Valencia, en cuyo palacio arzobispal se celebró su velatorio y en su catedral la misa exequial. Fue enterrado en el cementerio de Penáguila.

## Distinciones
En mayo de 2018 fue elegido académico de número de la Real Academia de Cultura Valenciana.